# Twee zilveren gordels
Twee zilveren gordels (Engels: Siege of the Unseen) is een sciencefictionroman uit 1959 van de Canadese schrijver A.E. van Vogt.

## Verhaal
Wanneer de zakenman Michael Slade een auto-ongeval krijgt blijkt zijn huid op zijn voorhoofd gescheurd. Daardoor komt hij tot de ontstellende ontdekking dat hij een derde oog heeft. Het is niet enkel bizar dat hij drie ogen heeft maar hij gaat daardoor ook de zaken anders zien. Hij komt in een vreemde dimensie van terreur en avontuur terecht en een nieuwe vreselijke wereld ontvouwt zich voor hem.